# Cycle de lecture
Les Cycles de lecture  ou Reading Series désignent des événements littéraires publics réguliers, saisonniers avec des écrivains qui lisent leur production directement face à un public ou de traducteurs qui font connaître des œuvres étrangères.  Ces événements se tiennent généralement dans un lieu dédié : universités, cafés, restaurants, librairies, centres culturels.

## Terminologie
Reading Series est une expression difficilement traduisible en français, la traduction par Cycles de lecture ne recouvre qu'une partie des multiples sens,. 
L'expression Reading Serie recouvre des événements où des auteurs récitent, lisent à haute  voix leurs œuvres, mais aussi des événements où des auteurs rencontrent leur public, où des auteurs échangent entre eux leur production autour d'un thème face à un public, des événements qui suscitent la créativité littéraire.

## Le concept des Cycles de lecture
Les Cycles de lecture sont un phénomène à la fois récent et ancien.   
Ancien, car puisant ses origines dans les assemblées littéraires et poétiques des universités nord-américaines, plus spécialement des États-Unis, puis dans les cafés littéraires et récent car à partir des années 1960 se sont développées les lectures orales faites auprès d’enfants du primaire pour les initier à la  langue et à la  littérature, venant en complément d'une pédagogie d'apprentissage de la lecture centrée sur la lecture mentalisée.  
L'origine la plus ancienne est probablement celle du cabinet de lecture tombé en désuétude.  
Ce sont des poètes/romanciers enseignants de diverses Universités américaines qui ont relancé le cabinet de lecture sous le nom de "Readings Series", afin de sortir la poésie des cénacles confidentiels, de sa marginalité pour lui donner sa dimension première de voix vives,.    
Les Cycles de lecture tiennent, entre autres, à redonner vie à la poésie, la sortir de la lecture mentalisée  solitaire par l'annonciation/énonciation orale publique.    
Cette lecture publique peut prendre différentes formes, lecture classique, lecture avec accompagnement musical, lecture avec improvisation chantée, interactions avec une installation.   
Récitation, mais aussi échanges en croisant des poèmes dits par différents récitateurs/ lecteurs.   
Échanges, car c'est le poète qui communique lui-même ses œuvres au public, suscitant des discussions diverses.  
Les  Cycles de lecture sont dans la mouvance de l'art performance,.    
Les Cycles de lecture se distinguent des lectures performées en que ce qui compte c'est le texte de l'auteur, la communication d'un texte par l'auteur, les improvisations autour du texte lorsqu'elle se produisent ne sont que des accessoires.   

## Les Cycles de lecture aux États-Unis et au Canada
Si les Cycles de lecture / reading series sont un phénomène encore récent et relativement marginal en France, ils sont monnaie courante au sein des universités des États-Unis et du Canada, ceci expliquant la vitalité de la production littéraire et poétique dans ces pays et  la multiplicité des revues consacrées à la poésie. 
Historiquement les "readings"/ cycles de lectures commencent en 1956 : c'est à San Francisco à la "6Galery", sous les auspices de Jack Spicer, que se produit une lecture publique (un reading) à laquelle participèrent sept poètes, parmi lesquels Kenneth Rexroth, Allen Ginsberg , qui lit son poème, Howl, véritable manifeste de la beat generation. La transmission orale de la poésie, devant des auditoires qui comptent de quelques dizaines à des milliers de personnes est devenu une manière habituelle de transmettre la poésie pour l'ensemble des poètes des Etats-Unis. Ces lectures publiques se répandent dans les universités américaines, dans les High College jusque dans les écoles primaires. Au-delà des établissements scolaires et universitaires, les cycles de lectures se répandent dans les bars et les restaurants, deviennent aussi banals que la présences de formation de jazzmen. Ce nouveau rapport a produit un essor de la poésie unique dans le monde actuel. 
L'autre originalité est le nombre de poètes enseignants dans les universités, recrutés non pas à partir de leurs grades universitaires mais à partir de la qualité de leurs publications.
Les ateliers / séminaires de création littéraire (Creative Writing) se sont peu à peu implantés dans l'ensemble des départements d'études littéraires des universités nord-américaines et sont animés par des auteurs littéraires (romanciers, poètes).  
Afin de constater et d'apprécier la vitalité de ces Cycles de lectures / reading series, une liste d'universités nord-américaines avec des liens à leurs Cycles de lectures est proposée.  Le choix des universités s'est fait à partir de leur notoriété. 
Les poètes ont également sorti les Cycles de Lectures des universités pour les implanter dans les quartiers culturels des villes, c'est ainsi qu'il y a aussi une liste complémentaire de cafés, restaurants, etc.   
Cette liste est très limitative, en effet les Cycles de lectures / Reading Series  sont une pratique ordinaire des librairies, bibliothèques, centre culturels, bars et restaurant dits "avant-gardistes", la sélection s'est faite  pour montrer la diversité des lieux hors université pratiquant des reading series et à partir de leur notoriété.

### Quelques Cycles de lecture universitaires
- L'Université Brown à Providence (Rhode Island)[13] ;
- L'Université Columbia à New York City[14],[15] ;
- L'Université Cornell à Ithaca (New York)[16] ;
- L'Université du Texas à San Antonio[17] ;
- L'Université Rice à Houston, Texas[18];
- L'Université Vanderbilt à Nashville, Tennessee[19];
- L'Université Washington de Saint-Louis, Missouri[20]
- L'Université Johns-Hopkins, à Baltimore, Maryland[21];
- L'Université de Georgetown, à Washington DC[22];
- L'Université Carnegie-Mellon à Pittsburgh, Pennsylvanie[23] ;
- L'Université de San Francisco, Californie[24];
- L'Université de l'Ouest du Michigan à Kalamazoo (Michigan)[25];
- L'Université de Louisville, à Louisville (Kentucky)[26];
- L'Université Duke, à Durham (Caroline du Nord)[27];
- L'Université Northwestern, à Evanston (Illinois)[28];
- Le Dartmouth College à Hanover (New Hampshire)[29] ;
- L'Université Emory à Atlanta, Géorgie[30];
- L'Université Harvard à Cambridge (Massachusetts)[31],[32];
- L'Université  Temple à Philadelphie, Pennsylvanie[33],[34] ;
- L'Université de Princeton, New Jersey[35] ;
- L'Université Hollins à Roanoke (Virginie)[36];
- L'Université Yale à New Haven, Connecticut[37] ;
- L'Université Purdue à West Lafayette, Indiana[38];
- L'Université Saint Jerôme à Waterloo, Ontario, CA[39];
- L'Université Emily Carr à Vancouver, Colombie-Britannique[40] ;
- L'Université Bishop's, à Sherbrooke, Québec[41];
- L'Université Trent à Peterborough (Ontario)[42]
- L'Université Queen's à Kingston (Ontario)[43] ;
- L'Université du Nouveau-Brunswick à Saint-Jean (Nouveau-Brunswick)[44];
- L'Université de Regina, Saskatchewan[45].

### Quelques fondations, cafés, librairies, restaurant organisant desReading Series
- La PEN/Faulkner Foundation[46] ;
- La Fondation Segue à New York[47];
- La troupe théâtrale La Mama à New York[48];
- Le bar Happy Ending à New York[49];
- Le bar restaurant Rudyard's Pub à Houston[50];
- Le restaurant Franklin Park à Brooklyn[51];
- Le restaurant Pete's Candy à Brooklyn[52];
- Le Bar Bazaar Cafe à San Francisco[53] ;
- Le Bar Good Luck Bar à Los Angeles[54]
- L'éditeur Bookslut[55]  à Chicago[56] ;
- La Bibliothèque Ballard à Seattle[57];
- Le bar restaurant Middlesex Lounge à Cambridge /Massachusetts[58] ;
- Le Centre culturel Cambridge Center for Adult Education à Cambridge /Massachusetts[59];
- Le Robin Cook Club à Providence[60] ;
- Le théâtre Alley à Houston[61],
- La Librairie Astoria Bookshop à Astoria[62] ;
- Le Centre culturel Mendicino Art Center à Mendicino [63];
- Le restaurant Rowers Club à Toronto[64];
- L'association World Literacy Canada à Toronto[65];
- Le Bar restaurant Backstage Lounge à Vancouver[66];
- Le Railway Club, à Vancouver ;
- Le café Resonance à Montreal[67].

## Les Cycles de lecture en France

### Double change
Double Change a commencé ses Cycles de lecture mensuels en 2000 à Paris
Le but est de faire connaitre, lors de chaque session, deux poètes confirmés l'un anglophone, l'autre francophone auprès d'un public mixte (anglo-saxon et français). Chaque poète lit son texte dans sa langue.
Les poètes présents sont dans la mouvance de la poésie dite expérimentale
Les poètes suivants ont participé aux Reading Series de Double Change: Fabienne Courtade, Kimberly Lyons, Ron Padgett, Frédéric Forte, Sandra Moussempès, Thomas Devaney, Jeff Clark, Mohammed Dib, Christopher Edgar, Joyce Mansour, Philippe Beck , Alice Notley, Fanny Howe,  Véronique Pittolo, Esther Tellermann, Sébastien Smirou, Mitch Highfil, Jean-Marie Gleize, Guy Bennett, Elizabeth Willis, Rod Smith, Marie Borel , Éric Houser, Ian Monk, Anne Parian, Bénédicte Vilgrain, Charles Bernstein, Clark Coolidge, Anna Moschovakis, Anne Waldman, Marjorie Welish, Matvei Yankelevich,, Sandra Moussempès etc.
Les Readings Series de Double Change sont publiés sous forme de DVD  par les Presses du Réel, ils ont fait l'objet d'un article , les événements de Double Change sont également  diffusés sous forme sonore par l'université de Pennsylvanie.   
Double Change est partenaire de  la Fondation des États-Unis.

### Ivy Writers
En 2005, deux américaines installées à Paris, Jennifer K Dick et Michelle Noteboom, créent les soirées Ivy Writers dont on peut suivre la programmation au Delaville Café, ou à la librairie Berkeley Books of Paris.
Ivy Writers, une fois par mois et en règle générale le mardi soir, propose chaque année entre huit et dix événements littéraires autour de poètes, de traducteurs de poètes, d'éditeurs spécialisés, de thèmes poétiques avec parfois des accompagnements musicaux.
Ces soirées ont pour vocation de réunir des poètes de différents pays publiés pour ce qui est du domaine français chez P.O.L, Flammarion, Gallimard, aux Éditions Al Dante, Comp'Act ou encore aux éditions José Corti, Champ Vallon, chez Cheyne éditeur et pour ce qui est du domaine étranger, aux éditions Ugly Duckling Press, Corrupt Press, Litmus Press, Wave Books, University of California Press ...) travaillant principalement dans une veine expérimentale qui recoupe les préoccupations des poètes de l'Objectivisme littéraire américain ou de l'Avant-garde poétique française , sans que cela soit pour autant une exclusive.
Parmi les auteurs qui sont intervenus dans les soirées Ivy Writers, on peut citer : Alice Notley, Jean Paul Auxemery,  Myung Mi Kim, Cole Swensen, Bénédicte Vilgrain,  Démosthène Agrafiotis,  Jacques Demarcq, Julien Blaine, Habib Tengour, Lyn Hejinian, Marilyn Hacker,Patrick Beurard-Valdoye, Philippe Beck,  Mary Jo Bang, Pierre Joris, Suzanne Doppelt,Yves Di Manno, Amy Catanzano, Sandra Moussempès, Frédéric Forte, Henri Droguet, Alex Dickow, etc.